# Alabat
Alabat (Bayan ng Alabat) är en kommun i Filippinerna. Kommunen ligger på ön Luzon, och tillhör provinsen Quezon. Folkmängden uppgår till 14 204 invånare.

## Barangayer
Alabat är indelat i 19 barangayer.
| - Angeles - Bacong - Balungay - Buenavista - Caglate - Camagong - Gordon - Pambilan Norte - Pambilan Sur - Barangay 1 (Pob.) | - Barangay 2 (Pob.) - Barangay 3 (Pob.) - Barangay 4 (Pob.) - Barangay 5 (Pob.) - Villa Esperanza - Villa Jesus Este - Villa Jesus Weste - Villa Norte - Villa Victoria |